# Nacionalidade italiana

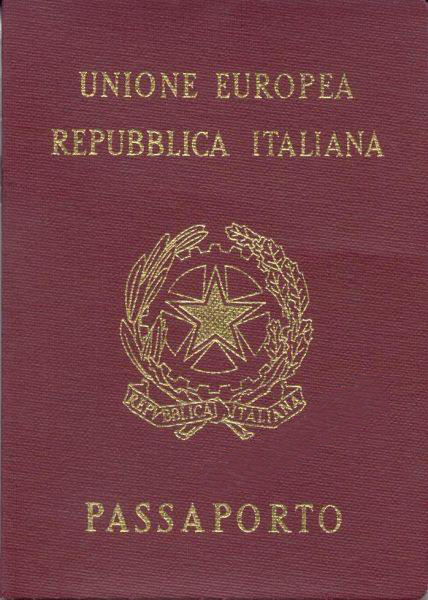
Capa de um passaporte italiano emitido em 2004.

A nacionalidade italiana é regulada fundamentalmente pela lei número 91 de 5 de fevereiro de 1992, não sendo, todavia, enunciada de forma direta em nenhum trecho da Constituição italiana.
O princípio básico da nacionalidade italiana é o jus sanguinis, ou seja, é cidadão italiano o indivíduo filho de pai italiano ou mãe italiana. Não há limite generacional, mas sim requisitos que acabam limitando o acesso ao reconhecimento formal da cidadania para uma parte significativa dos descendentes de italianos, como o caso de filhos nascidos antes de 1 de janeiro de 1948 de mulher italiana ou filhos de italianos que adquiriram outra nacionalidade por naturalização antes da entrada em vigor da Lei 91 de 1992.
O direito de sangue configura-se a norma principal da atribuição da nacionalidade e seus efeitos são retroactivos à data de nascimento do indivíduo que solicita o status civitatis de italiano. Filhos de nacionais italianos nascidos na Itália bastam ter seu nascimento inscrito num Ofício de Registo Civil de um município italiano antes de atingirem a maioridade para serem considerados italianos.
O filho de italiano nascido fora da República Italiana deve, a fim de ser reconhecido como italiano, provar que um dos seus genitores era de jure cidadão italiano à época de seu nascimento e que o vínculo paterno ou materno foi estabelecido na menoridade. Caso o requerente seja menor de idade, a prova e o trâmite ficam a cargo de quem possua o poder familiar. 

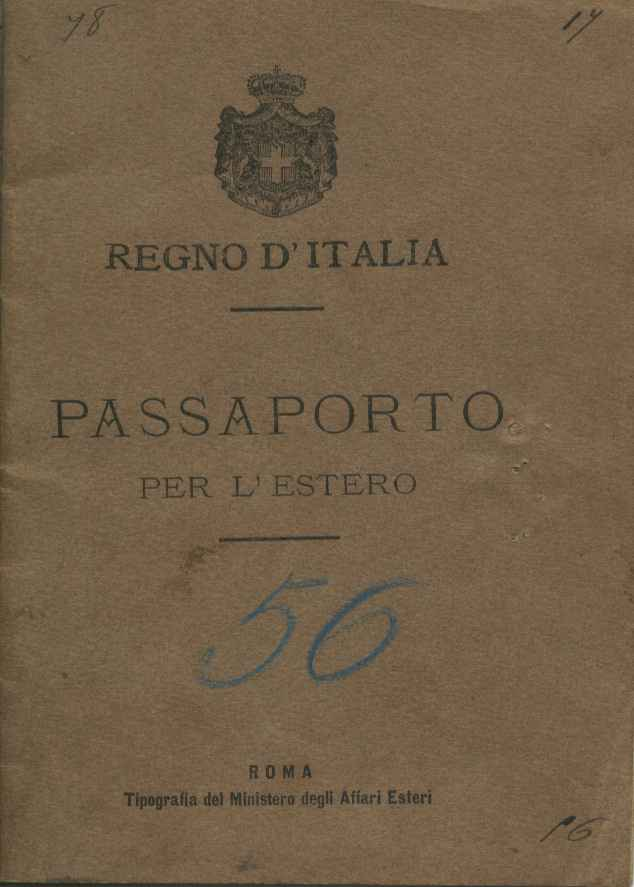
Capa de um passaporte italiano emitido em 1901.

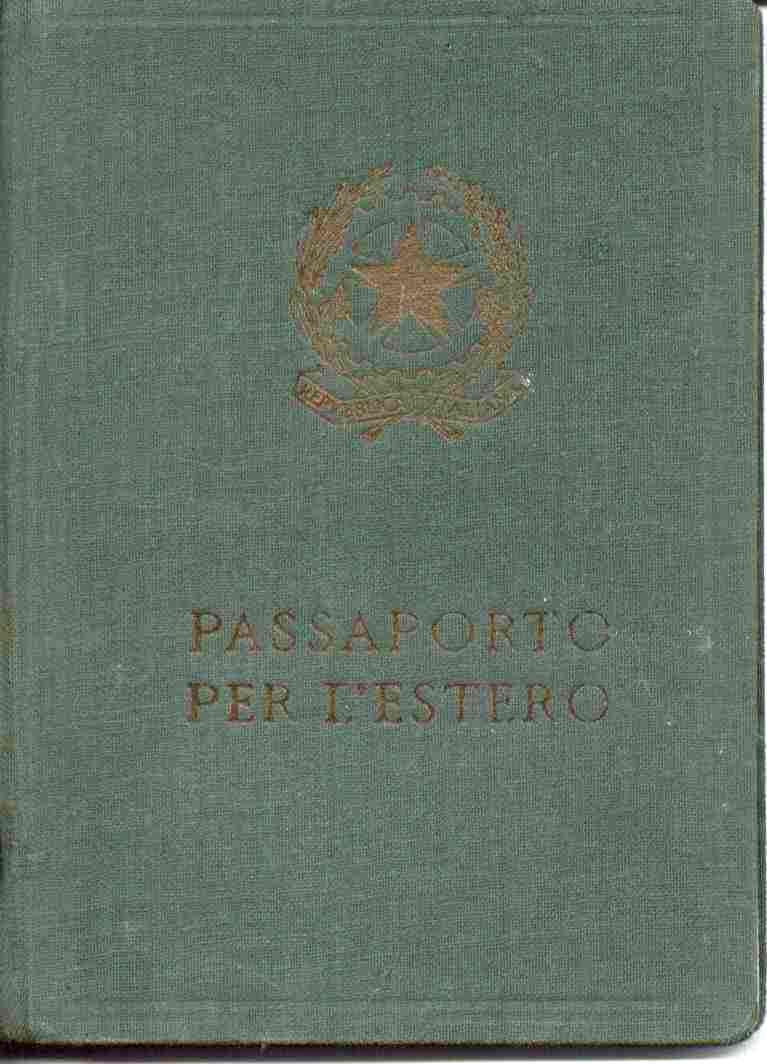
Capa de um passaporte italiano emitido em 1953.

## Etapas históricas
A nacionalidade italiana teve sua primeira regulamentação explícita em 1912, mais de cinqüenta anos depois da fundação do Reino de Itália. Após esta primeira lei, modificaram sensivelmente o regime de atribuição e concessão da cidadania italiana quatro textos legais: a Constituição republicana de 1948, a lei nº 151 de 1975, a lei nº 123 de 1983 e a lei nº 91 de 1992.

### A lei n° 555 de 1912
Denominada "Sobre a cidadania italiana", a Lei 555 fundamentou-se no papel predominante do marido no matrimônio. Foi definida de forma clara a sujeição da mulher e dos filhos às vicissitudes que poderiam ocorrer na vida do chefe da família em materia de nacionalidade. Suas principais características eram:
1. o princípio quase absoluto do jus sanguinis
2. os filhos menores de 21 anos seguiam a nacionalidade do pai (se o pai renunciava à cidadania italiana, os filhos também a perdiam)
3. a mulher casada com cidadão estrangeiro perdia sua nacionalidade italiana e não a transmitia aos filhos
4. a mulher estrangeira casada com cidadão italiano (varão) adquiria automaticamente a cidadania italiana (independentemente de sua vontade)

### A Constituição republicana de 1948
A nova Constituição da recém-instituída República Italiana entrou em vigor em 1° de janeiro del 1948.
No tocante à nacionalidade, a mudança mais importante trazida pela nova Constituição foi o princípio de igualdade entre homens e mulheres. Sendo assim, a partir da entrada em vigor da Carta Magna, as mulheres não mais perdiam a nacionalidade italiana quando se casavam com estrangeiros.
Contudo, embora tenha sido instituída formalmente a igualdade entre os sexos, os filhos de mulher italiana e homem estrangeiro continuaram sem poder ver sua cidadania italiana reconhecida. Isto ocorreu porque o Parlamento italiano não emanou nenhuma outra lei que modificasse o texto de 1912. Tal situação de discriminação com relação a filhos de mulher italiana e homem estrangeiro só foi definitivamente modificada em 1983.

### A lei nº 151 de 1975
Em 1975 foi emanada uma lei que possibilitava às mulheres que haviam sido privadas de sua nacionalidade italiana por efeito do casamento com cidadão estrangeiro antes de 1 de janeiro de 1948 recuperarem sua cidadania. Sendo assim, bastava que a cidadã se dirigisse às autoridades competentes para que fosse declarada novamente cidadã italiana, como se nunca a tivesse perdido.
Embora possibilitasse a recuperação da nacionalidade para as cidadãs italianas que a haviam perdido, a lei de 1975 não contemplou o problema dos filhos destas italianas nascidos antes de 1 de janeiro de 1948.

### A lei nº 123 de 1983
Após sentença da Corte Constitucional (Tribunal Supremo) e do parecer do Conselho de Estado, foi promulgada uma nova lei que corrigia uma ilegitimidade constitucional. A partir de sua entrada em vigor, foi finalmente possível às mulheres casadas com estrangeiros transmitir a nacionalidade italiana a seus filhos.
Todavia, o princípio de igualdade não pôde retroagir a datas anteriores à Constituição de 1948, sendo assim, os indivíduos nascidos antes de 1 de janeiro de 1948 de mãe italiana e pai estrangeiro continuavam sem direito à nacionalidade. Essa situação só mudou a partir dos primeiros anos do século XXI, quando a jurisprudência italiana reconheceu que não reconhecer a cidadania italiana a filhos de mulheres italianas nascidas antes de 1948 era discriminatório e passaram a reconhecer esse direito também a essas pessoas. Contudo, a legislação sobre o tema ainda não mudou, e as pessoas que se enquadram nessa situação e quiserem ter reconhecida a sua cidadania italiana terão que necessariamente entrar com um processo judicial para conseguir tal feito.

## Legislação atual
Hoje, o texto legal que regula a nacionalidade está inserido na lei nº 91 que corrigia uma ilegitimidade constitucional. A partir de sua entrada em vigor, foi finalmente possível às mulheres casadas aprovada em 5 de fevereiro de 1992 e estabelece:
- É cidadão italiano por nascimento:
  - o filho de pai que seja considerado cidadão italiano à época de seu nascimento
  - o filho de mãe que seja considerada cidadã italiana à época de seu nascimento e, desde que, nascidos após 1 de janeiro de 1948
  - quem nasceu em território italiano, desde que ambos os genitores sejam apátridas ou desconhecidos
  - quem nasceu em território italiano e seja filho de genitores cujo nacionalidade não lhe possa ser transmitida
  - o filho adotivo de um cidadão italiano (desde que adotado antes de atingir a maioridade)